# Диама (плотина)
Плоти́на Диама́ — гравитационная плотина на реке Сенегал на сенегальско-мавританской границе в окрестностях деревни Диама, в 22 км от города Сен-Луи (Сенегал).

## История
Проект плотины Диама был впервые официально обнародован в 1953 году. Строительство началось 12 сентября 1981 года и было завершено в августе 1986 года, а сертификат технического обслуживания для окончательной приёмки был подписан 18 марта 1988 года. Плотина была частью совместно международного проекта между Сенегалом, Мавританией и Мали, который также включал строительство плотины и ГЭС «Манантали» в верховьях реки Сенегал на территории Мали.

## Назначение

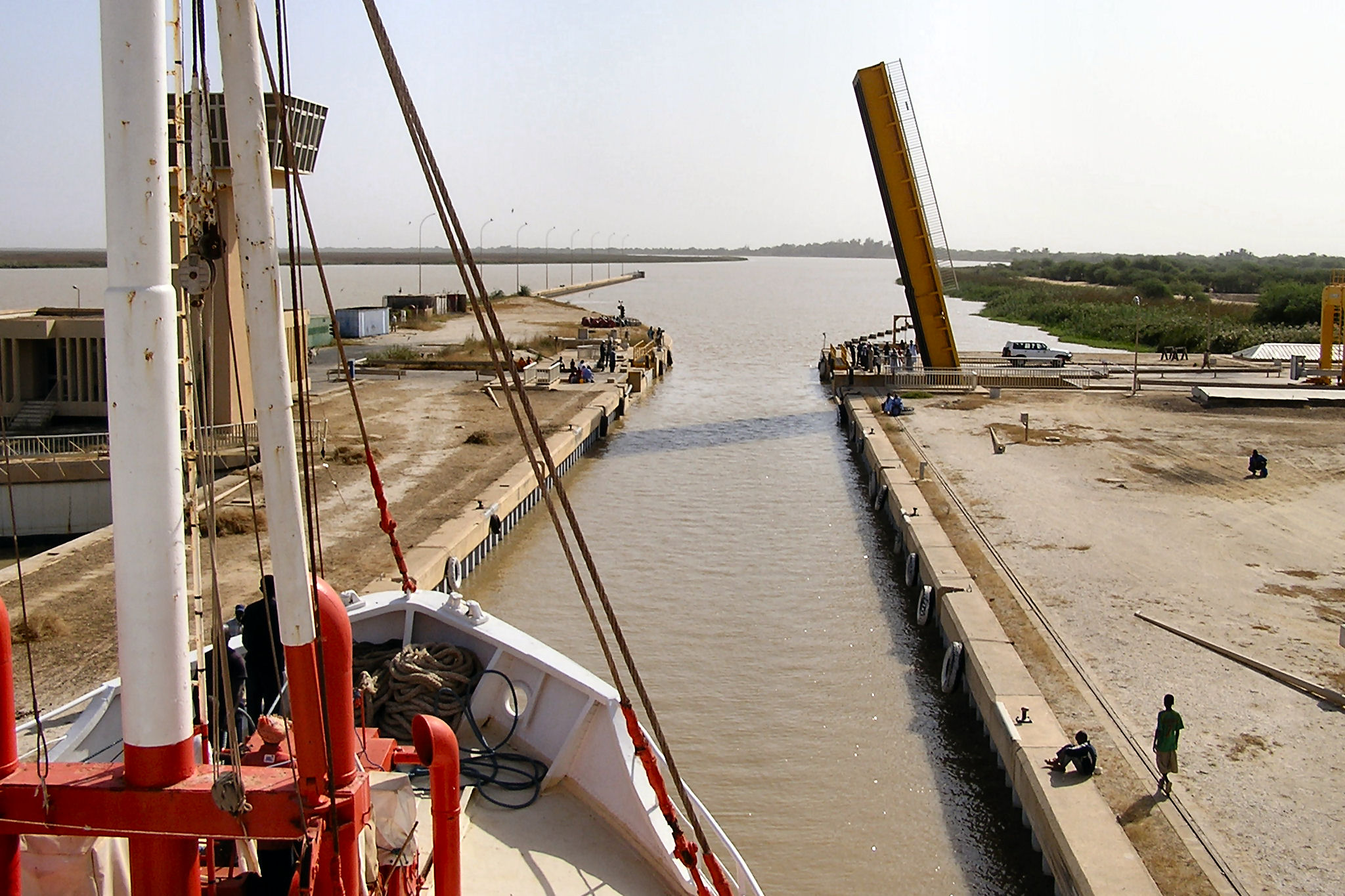
Плотина Диама. Шлюз имени Бу Эль Могдада.

Плотина Диама сооружена в устье реки Сенегал для сброса паводковых вод и предотвращения вторжения в реку солёных морских вод. Исторически морская вода проникала на 250 км внутрь страны, что делало засолённые воды непригодными для сельского хозяйства. Кроме этого, плотина позволяет проводить орошение ок. 45 тыс. га земель, а также улучшить заполнение озёр Гьерс в Сенегале и Р’киз в Мавритании и низменности Афоут-эс-Сахель (Мавритания). Она также регулирует водоток, делая Сенегал полностью судоходной рекой.

## Характеристика
Плотина является мобильной: во время наводнения она открывается, чтобы обеспечить нормальное течение реки, а во время низкой воды закрывается и предотвращает вход солёной морской воды вверх по течению Сенегала. На плотине сооружён навигационный шлюз 175 м длиной и 13 м шириной для прохода судов.